# Papa Inocențiu al XIII-lea
Papa Inocențiu al XIII-lea (n. 13 mai 1655, Poli, Lazio, Regatul Italiei – d. 7 martie 1724, Roma, Statele Papale) a fost un papă al Romei, având numele la naștere Michelangelo dei Conti.

## Originea și studiile
Michelangelo dei Conti, viitorul papă Inocențiu al XIII-lea, s-a născut la Poli, în apropiere de Roma, la 13 mai 1655, într-o familie aristocratică, Conti di Segni, care din secolul al XII-lea a dat papi și cardinali. A fost fiul lui Carlo IV Conti, duce de Poli și de Guadagnolo, și a soției acestuia, Isabella Muti.
A studiat la iezuiții din Ancona, apoi și-a continuat studiile la Colegiul Roman, fiind promovat doctor în dreptul civil și canonic la Universitatea La Sapienza din Roma, înainte de a intra în Curia Romană.

## Arhiepiscop, nunțiu apostolic și cardinal
A fost introdus în curia romană de papa Alexandru al VIII-lea. În 1695, a fost promovat arhiepiscop de Tars și nunțiu apostolic la Lucerna, iar din anul 1698, până la sfârșitul anului 1710, a fost nunțiu apostolic la Lisabona, capitala Portugaliei. Papa Clement al XI-lea îl crease cardinal, în anul 1706.

## Papă al Bisericii Universale

Stema Papei Inocențiu al XIII-lea

Michelangelo dei Conti a fost ales papă la 8 mai 1721, luându-și numele de Inocențiu al XIII-lea (în latină Innocentius XIII, în italiană Innocenzo XIII, în franceză Innocent XIII), în amintirea papei Inocențiu al III-lea, unul dintre strămoșii săi.
Inocențiu al XIII-lea l-a proclamat Doctor al Bisericii pe Sfântul Isidor din Sevilla, în anul 1722.
În anul 1723, a protestat, zadarnic, contra invadării de către împăratul Carol al VI-lea a ducatelor de Parma și de Piacenza, care se aflau sub suzeranitate papală.
A refuzat să retragă bula papală Unigenitus.
Papa Inocențiu al XIII-lea l-a sprijinit pe episcopul român unit cu Roma Ioan Giurgiu Patachi, în demersurile acestuia pentru promovarea independenței Bisericii Române Unite cu Roma față de episcopiile și arhiepiscopiile de rit latin din Ungaria.

## Sfârșitul vieții
Papa Inocențiu al XIII-lea  a dus o luptă continuă împotriva cardinalului rebel francez Noailles și împotriva altor episcopi francezi rebeli. Întrucât situația se tărăgăna, Papa a murit de supărare, la 7 martie 1724, la Roma.
În 2005, cu ocazia împlinirii a 300 de ani de la nașterea lui Inocențiu al XIII-lea, locuitorii din Poli, localitatea natală a papei, au cerut Sfântului Scaun începerea demersurilor pentru beatificarea papei Inocențiu al XIII-lea.